# Liste der Baudenkmäler in Laufach
Auf dieser Seite sind die Baudenkmäler in der unterfränkischen Gemeinde Laufach zusammengestellt. Diese Tabelle ist eine Teilliste der Liste der Baudenkmäler in Bayern. Grundlage ist die Bayerische Denkmalliste, die auf Basis des Bayerischen Denkmalschutzgesetzes vom 1. Oktober 1973 erstmals erstellt wurde und seither durch das Bayerische Landesamt für Denkmalpflege geführt wird. Die folgenden Angaben ersetzen nicht die rechtsverbindliche Auskunft der Denkmalschutzbehörde.

## Baudenkmäler nach Ortsteilen

### Laufach
| Lage                                    | Objekt                                                   | Beschreibung | Akten-Nr.     | Bild                                                     |
| --------------------------------------- | -------------------------------------------------------- | --- | ------------- | -------------------------------------------------------- |
| Am Beibuschweg – Hohes Rod ()           | Bildstock                                                | 19. Jahrhundert, im Bayerischen Denkmalatlas nicht kartiert | D-6-71-139-12 |                                                          |
| B 26 (Standort)                         | Kruzifix                                                 | Inschriftensockel mit auskragender profilierter Abschlussplatte, darauf steinernes Kreuz mit Christusfigur, Viernageltypus, Sandstein, bez. 1901                                                                                  | D-6-71-139-17 | Kruzifix                                                 |
| Bergklingen (Standort)                  | Bildstock                                                | rundem Schaft Satteldachaufsatz mit Rundbogennische, Sandstein, 19. Jh. | D-6-71-139-8  | Bildstock                                                |
| Bischling (Standort)                    | Bildstock, sogenanntes Sopps-Helge                       | Auf Inschriftensockel gefaster Pfeiler mit Satteldachaufsatz und Rundbogennische, Sandstein, 1733 | D-6-71-139-21 | Bildstock, sogenanntes Sopps-Helge                       |
| Bischling (Standort)                    | Bildstock                                                | auf Inschriftenpfeiler geschwungener Satteldachaufsatz mit reliefiertem Kruzifix, Sandstein, bez. 1616 | D-6-71-139-20 | Bildstock                                                |
| Dr.-Friedrich-Stein-Straße 6 (Standort) | Ehemaliges Mainzer Amtshaus                              | Zweigeschossiges giebelständiges Fachwerkhaus mit Satteldach, 1561/62, Stuckdecke um 1600, Erdgeschoss überwiegend massiv erneuert                                                                                                | D-6-71-139-41 | Ehemaliges Mainzer Amtshaus                              |
| Eichgartenstraße (Standort)             | Bildstock, sogenannter Maria-bitte-für-uns-Bildstock     | Auf gefastem Pfeiler Giebeldachaufsatz mit rundbogiger Bildnische, Holz, Ende 19. Jh. | D-6-71-139-2  | Bildstock, sogenannter Maria-bitte-für-uns-Bildstock     |
| Fabrikstraße 3 (Standort)               | Bildstock                                                | Auf Inschriftenpfeiler Satteldachaufsatz mit reliefiertem Kruzifix, Sandstein, bez. 1593 | D-6-71-139-14 | Bildstock                                                |
| Fr.-Wilhelm-Düker-Straße ()             | Bildstock                                                | 1871 nicht nachqualifiziert, im Bayerischen Denkmal-Atlas nicht kartiert | D-6-71-139-5  | Bildstock                                                |
| Hartfeld (Standort)                     | Bildstock                                                | Auf Inschriftpostament Pfeiler mit gefastem Laternenaufsatz mit reliefiertem Kreuz, Sandstein, bez. 1840 | D-6-71-139-16 | Bildstock                                                |
| Hauptstraße 25 a (im Garten) (Standort) | Bildstock                                                | 1760 | D-6-71-139-3  | Bildstock                                                |
| Heiligenfeld (Standort)                 | Bildstock, sogenannter Mutter-Gottes-Bildstock           | auf niedrigem Sockel Pfeiler mit Satteldachaufsatz und rundbogiger Nische, Sandstein, 19. Jh. | D-6-71-139-7  | Bildstock, sogenannter Mutter-Gottes-Bildstock           |
| Hohe Gewann (Standort)                  | Bildstock, sogenanntes Pilger-Helge                      | auf niedrigem Sockel kleiner Pfeiler mit Satteldachaufsatz und reliefiertem Kruzifix, Sandstein, 16./17. Jh. | D-6-71-139-19 | Bildstock, sogenanntes Pilger-Helge                      |
| Hüttengasse 25 (Standort)               | Evangelisch-lutherische Petruskirche                     | Unverputzter Saalbau mit polygonalem Chor, Satteldach und Turm, Bossenmauerwerk, romanisierend, 1905 | D-6-71-139-4  | Evangelisch-lutherische Petruskirche                     |
| Im Gewerbegebiet (Standort)             | Bildstock, sogenanntes Markushelge                       | Auf Bruchsteinpostament Pfeiler mit rundbogiger Bildnische, Rotsandstein, 20. Jh. | D-6-71-139-18 | Bildstock, sogenanntes Markushelge                       |
| Kirschbaumfeld (Standort)               | Bildstock, sogenanntes Geisjockels-Helge                 | Auf kurzem Inschriftenpfeiler dreiseitiger Giebeldachaufsatz mit Bildnischen, Granit, bez. 1937 | D-6-71-139-6  | Bildstock, sogenanntes Geisjockels-Helge                 |
| Lindenberg (Standort)                   | Bildstock, sogenanntes Marienhelge                       | Auf niedrigem Postament Pfeiler mit parabelförmigem Nischenaufsatz mit reliefierten Kreuzen, Sandstein, wohl 18. Jh. | D-6-71-139-10 | Bildstock, sogenanntes Marienhelge                       |
| Pfarrer-Bopp-Straße (Standort)          | Kriegerdenkmal für die Gefallenen des Ersten Weltkrieges | Inschriftenpfeiler mit Kugelbekrönung und Pietà in rundbogiger Bildnische, Rotsandstein, um 1920, ergänzt durch Inschriftentafeln für die Gefallenen des Zweiten Weltkrieges, Rotsandstein, um 1950                               | D-6-71-139-42 | Kriegerdenkmal für die Gefallenen des Ersten Weltkrieges |
| Pfarrer-Bopp-Straße (Standort)          | Bildstock, sogenannter Muttergottes-Bildstock            | auf gefastem Pfeiler Giebeldachaufsatz mit rundbogiger Bildnische, Rotsandstein, 18. Jh. | D-6-71-139-9  | Bildstock, sogenannter Muttergottes-Bildstock            |
| Wolfszahn (Standort)                    | Bildstock                                                | auf Inschriftenpostament eckiger Pfeiler mit rundem Abschluss, darauf Giebeldachaufsatz mit Rundbogenbildnische, Sandstein, um 1750                                                                                               | D-6-71-139-15 | Bildstock                                                |
| Völkerhecke (Standort)                  | Lourdes-Grotte                                           | Gemauerte Rundbogennische mit Madonnenstatue und Figur der Bernadette Soubirous mit kleinem Glockenturm mit bekrönendem Kreuz,Kapelle mit Zeltdach, integriert in Maueranlage mit Treppen und Türmchen, Bruchsandstein, 1930-1933 | D-6-71-139-13 | Lourdes-Grotte                                           |
| Ziegelstadel (Standort)                 | Bildstock                                                | auf Inschriftenpfeiler Satteldachaufsatz mit reliefiertem Kruzifix in flacher Nische, Sandstein, bez. 1600 | D-6-71-139-11 | Bildstock                                                |

### Frohnhofen
| Lage                              | Objekt                                                                                 | Beschreibung | Akten-Nr.     | Bild                                                                                   |
| --------------------------------- | -------------------------------------------------------------------------------------- | --- | ------------- | -------------------------------------------------------------------------------------- |
| Aschaffenburger Straße (Standort) | Friedhof, Kriegerdenkmäler und Grabmäler für die Gefallenen des Deutschen Krieges 1866 | an der Treppe zum Friedhof: Kreuz mit knospenartigen Enden und Bronzemedaillon mit segnender Hand, auf Säule und Postament mit Inschrift, Rotsandstein, neugotisch, für gefallene Hessen | D-6-71-139-23 | Friedhof, Kriegerdenkmäler und Grabmäler für die Gefallenen des Deutschen Krieges 1866 |
| Aschaffenburger Straße (Standort) | Friedhof, Kriegerdenkmäler und Grabmäler für die Gefallenen des Deutschen Krieges 1866 | im Friedhof: Kleeblattkreuz mit bronzenem Flachrelief des Gekreuzigten, auf geböschtem Sockel mit Inschrift, für die Gefallenen des Großherzogl. Hessischen 3. u. 4. Infanterie-Regiments; Kreuz mit Lorbeerkränzen am Fuß, Sockel auf kreuzförmigem Grundriss mit Satteldächern und Inschriften, für die Gefallenen des 1. 2. und 4. Großherzogl. Hess. Infant.-Regiments; weitere drei Grabmäler für Gefallene | D-6-71-139-23 | Friedhof, Kriegerdenkmäler und Grabmäler für die Gefallenen des Deutschen Krieges 1866 |
| Aschaffenburger Straße (Standort) | Einfriedungsmauer                                                                      | mit eisernen Zaungittern und neugotischen Sandsteinpfeilern, nach 1866 | D-6-71-139-23 | Einfriedungsmauer                                                                      |
| Preußenweg 2 (Standort)           | Katholische Herz-Jesu-Kapelle                                                          | unverputzter Saalbau mit polygonaler Apsis und Satteldach mit Dachreiter, Sandsteinquadermauerwerk, neugotisch, 1901 | D-6-71-139-22 | Katholische Herz-Jesu-Kapelle                                                          |

### Hain im Spessart
| Lage                                                                    | Objekt                                                  | Beschreibung | Akten-Nr.               | Bild                                        |
| ----------------------------------------------------------------------- | ------------------------------------------------------- | --- | ----------------------- | ------------------------------------------- |
| Alter Weg 1 (Standort)                                                  | Gasthof                                                 | Fachwerkhaus, 18. Jahrhundert | D-6-71-139-24           | Gasthof                                     |
| Alter Weg 3 (Standort)                                                  | Ehemaliges Mainzer Amtshaus                             | zweigeschossiger Walmdachbau mit verputztem Fachwerkobergeschoss, 1709 | D-6-71-139-25           | Ehemaliges Mainzer Amtshaus                 |
| Alter Weg 3 (Standort)                                                  | Wappenstein                                             | Sandstein, 1709 | D-6-71-139-25           | Wappenstein                                 |
| Alter Weg 10 (Standort)                                                 | Fachwerkhaus                                            | Um 1800 | D-6-71-139-26           | Fachwerkhaus                                |
| Alte Schulstraße 4 (Standort)                                           | Altes Schulhaus                                         | Zweigeschossiger Sandsteinquaderbau mit Satteldach, bezeichnet „1879“ | D-6-71-139-1            | Altes Schulhaus                             |
| Alte Schulstraße 8 (Standort)                                           | Schulhaus                                               | Eingeschossiger giebelständiger verputzter Halbwalmdachbau, Sandstein, Heimatstil, bezeichnet „1908“                                                                                                   | D-6-71-139-1            | Schulhaus                                   |
| Auweg 1 (Standort)                                                      | Wohnhaus                                                | Zweigeschossiger traufständiger Fachwerkbau mit Satteldach auf Kellersockel, Freitreppe mit Kellereingang, bezeichnet „1721“                                                                           | D-6-71-139-44           | Wohnhaus                                    |
| Auweg 1 (Standort)                                                      | Nebengebäude                                            | Eingeschossiges traufständiges unverputztes Satteldachgebäude mit massivem Erdgeschoss aus Bruchsteinmauerwerk, im Kern 1. H. 18. Jh.                                                                  | D-6-71-139-44           | BW                                          |
| Auweg 1 (Standort)                                                      | Backhaus                                                | Eingeschossiges traufständiges Satteldachgebäude aus Bruchsteinmauerwerk, 2. H. 19. Jh. | D-6-71-139-44           | BW                                          |
| Bundesstraße 7 (Standort)                                               | Ehemals Posthalterei bzw. ehemals Forsthaus             | zweigeschossiger massiver unverputzter Walmdachbau, um 1845 | D-6-71-139-28           | Ehemals Posthalterei bzw. ehemals Forsthaus |
| Bundesstraße 7 (Standort)                                               | Nebengebäude bzw. ehemals Stall                         | Eingeschossiges giebelständiges massives unverputztes Satteldachgebäude, um 1845 | D-6-71-139-28           | BW                                          |
| Bundesstraße 7 (Standort)                                               | Garten                                                  | | D-6-71-139-28 zugehörig | BW                                          |
| Friedhofstraße (Standort)                                               | Friedhofskreuz                                          | Kruzifix über Inschriftensockel, Dreinageltypus, Rotsandstein, Ende 19. Jh | D-6-71-139-43           | Friedhofskreuz                              |
| Goldheitchen (Standort)                                                 | Bildstock Wendelinushelge                               | Um 1908 | D-6-71-139-36           | Bildstock Wendelinushelge                   |
| Heigenbrückener Straße (Standort)                                       | Bildstock Helge an der Linde                            | auf hohem Postament Säule mit vierseitigem profiliertem Rundbogenaufsatz mit Bildnischen und bekrönendem Kreuz, Sandstein, 18. Jh.                                                                     | D-6-71-139-29           | Bildstock Helge an der Linde                |
| Heigenbrückener Weg (Standort)                                          | Bildstock stumpfes Helge                                | Laterne eines Bildstocks, dreiseitiger rundbogiger Aufsatz mit Bildnische, Sandstein, bez. 1726, Umgestaltung mit Sockel und Kreuzbekrönung, bez. 1975                                                 | D-6-71-139-37           | Bildstock stumpfes Helge                    |
| Heigenbrückener Weg (Standort)                                          | Kruzifix                                                | Über Inschriftensockel, Metallcorpus, Viernageltypus, Sandstein, bez. 1886 | D-6-71-139-38           | Kruzifix                                    |
| Im Gewerbegebiet 1 a (Standort)                                         | Feldkreuz                                               | Kruzifix über Inschriftensockel, Metallcorpus, Viernageltypus, Sandstein, bez. 1906 | D-6-71-139-27           | Feldkreuz                                   |
| Johannesstraße (Standort)                                               | Bildstock, sogenanntes Johanneshelge                    | auf Inschriftenpostament Inschriftenpfeiler mit rundbogigem Aufsatz mit rundbogiger Nische und bekrönendem Kreuz, bez. 1813                                                                            | D-6-71-139-31           | Bildstock, sogenanntes Johanneshelge        |
| Kreuzgrund 1, im Kreuzgrund zwischen Laufach und Waldaschaff (Standort) | Forsthaus                                               | Rotsandstein, 1846 und 1906 | D-6-71-139-45           | Forsthaus                                   |
| Kreuzgrund 1, im Kreuzgrund zwischen Laufach und Waldaschaff (Standort) | Nebengebäude                                            | 1858 und 1882 | D-6-71-139-45           | Nebengebäude                                |
| Lindenberg (Standort)                                                   | Bildstock                                               | 17./18. Jh. | D-6-71-139-33           | Bildstock                                   |
| Linnerich (Standort)                                                    | Mariengrotte, Grotte an der grauen Wand                 | mit gemauerter Felsenszenerie und Madonna in rundbogiger Nische, um 1900 | D-6-71-139-35           | Mariengrotte, Grotte an der grauen Wand     |
| Rod (Standort)                                                          | Bildstock, sogenanntes Ambergshelge                     | Gefaster Pfeiler mit Bildnischenaufsatz mit Walmdach und bekrönendem Kreuz, Sandstein, bez. 1858 | D-6-71-139-34           | Bildstock, sogenanntes Ambergshelge         |
| ehemalige Bahnstrecke Würzburg Hbf – Aschaffenburg Hbf (Standort)       | Straßentunnel unter der Ludwigs-Westbahn                | Tonnengewölbt, Sandstein, um 1853 | D-6-71-139-39           | weitere Bilder                              |
| ehemalige Bahnstrecke Würzburg Hbf – Aschaffenburg Hbf (Standort)       | Schwarzkopftunnel, Eisenbahntunnel der Ludwigs-Westbahn | 950 m lang, Portale bezeichnet mit „1853“ und „1854“; 2017 außer Betrieb gesetzt und zugeschüttet (teilweise im Gebiet der Gemeinde Heigenbrücken und im gemeindefreien Gebiet Forst Hain im Spessart) | D-6-71-126-22           | weitere Bilder                              |
| Zur Grotte 2 (Standort)                                                 | Wohnhaus                                                | Zweigeschossiges Fachwerkeckgebäude mit Halbwalmdach auf Kellersockel, um 1800 | D-6-71-139-32           | Wohnhaus                                    |